# Cytisus balansae
Cytisus balansae là một loài thực vật có hoa trong họ Đậu. Loài này được (Boiss.) Ball miêu tả khoa học đầu tiên.